# Schloss Vasoldsberg

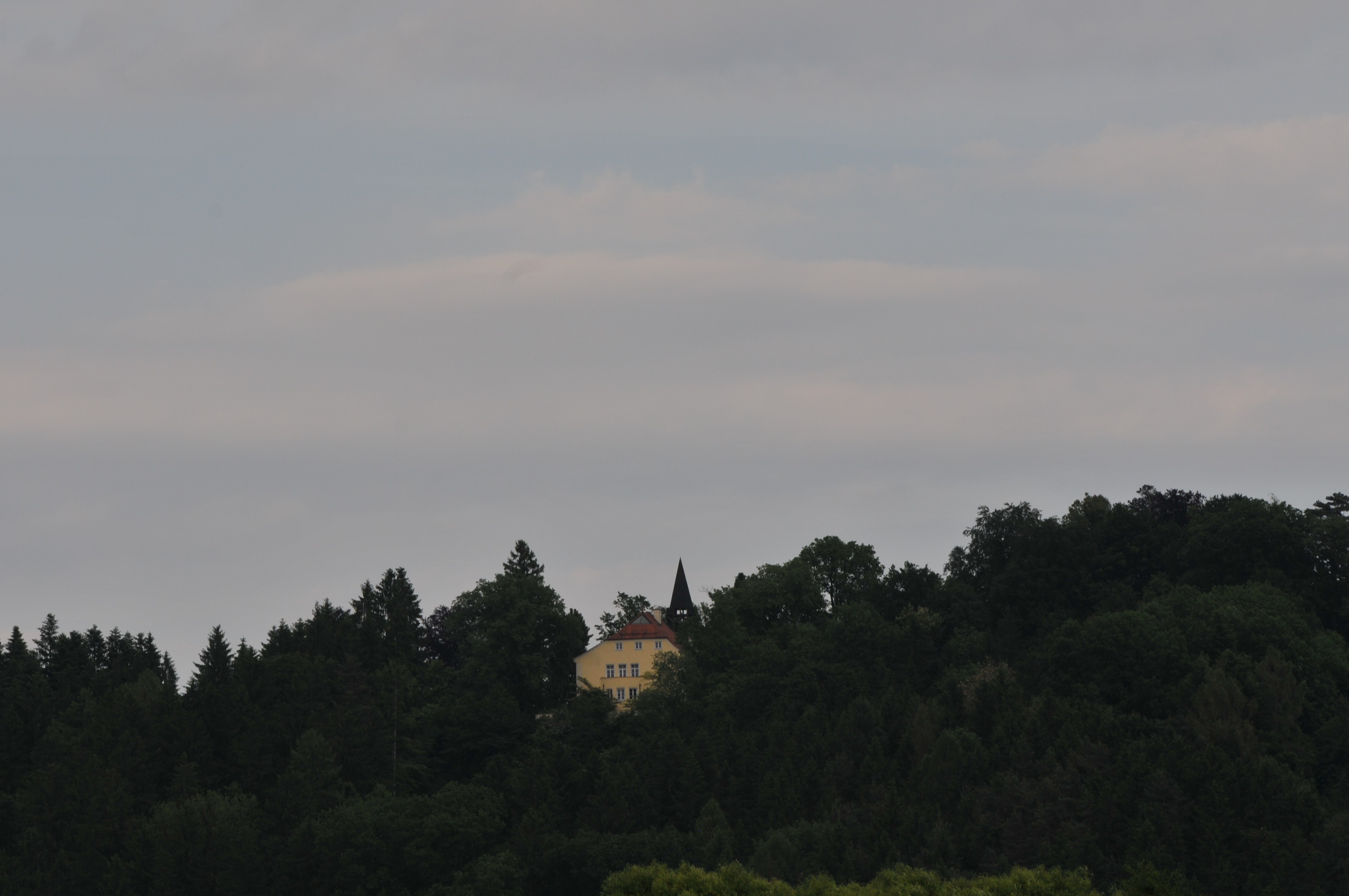
Schloss Vasoldsberg von Premstätten aus gesehen

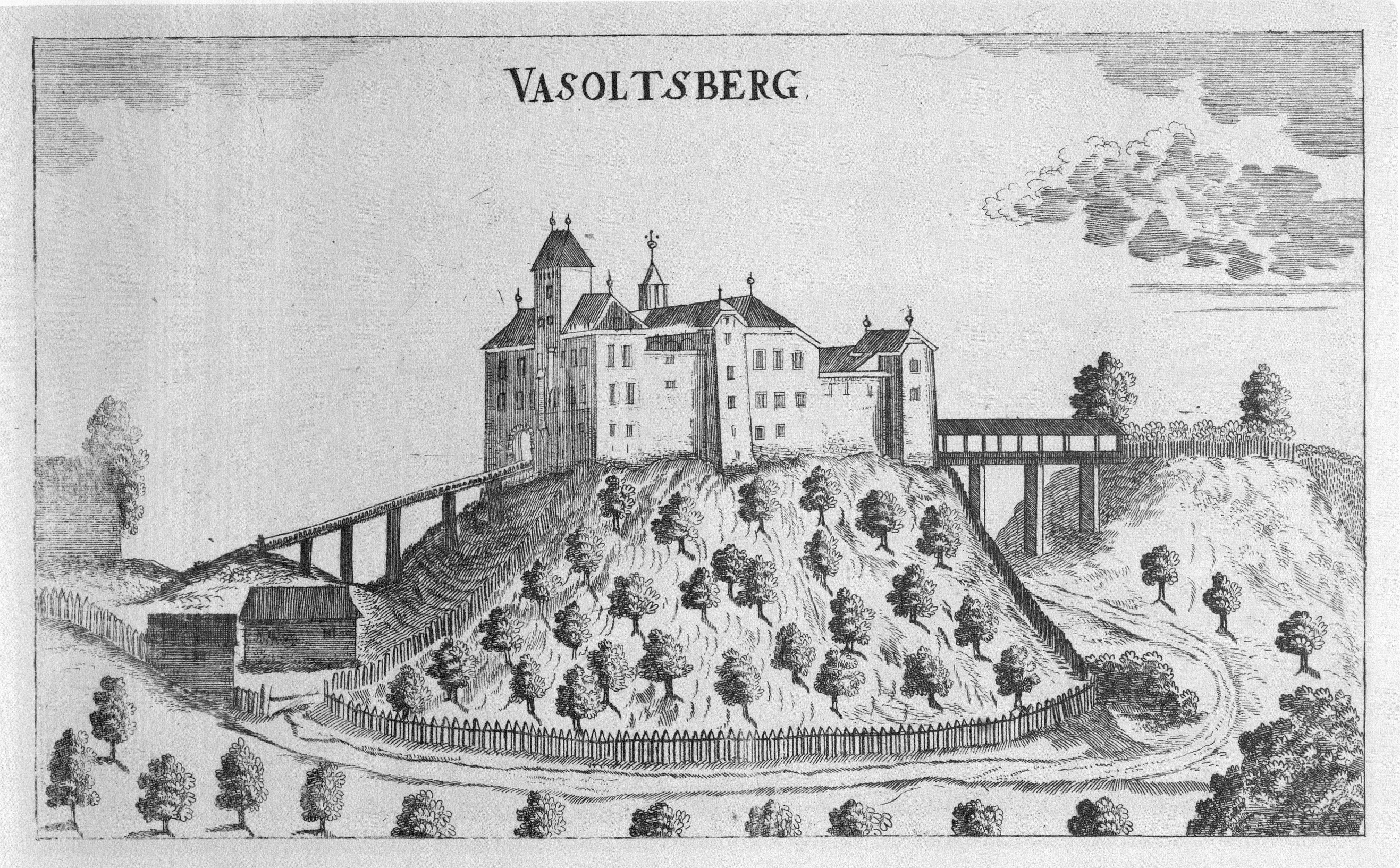
Schloss Vasoldsberg in der Topographia Ducatus Stiria von Vischer

Schloss Vasoldsberg liegt in der Gemeinde Vasoldsberg im Politischen Bezirk Graz-Umgebung in der Oststeiermark in Österreich. Das Schloss steht unter Denkmalschutz (Listeneintrag).

## Lage
Das Schloss liegt auf einem bewaldeten Riedel zwischen dem Ferbersbach und dem Stiefenbach nahe der Ortschaft Vasoldsberg.

## Geschichte
Die Anlage wurde Anfang des 13. Jahrhunderts erbaut, ihre Frühgeschichte ist nicht bekannt. Die Burg dürfte eine Schutzfunktion für die Straße und für das Grazer Hügelland ausgeübt haben. Als erster Besitzer ist ein Ulrich von Vasoldsperge 1252 urkundlich genannt, der zum Gefolge des Babenbergerherzogs Leopold VI. gehörte. Spätere Eigentümer waren bis ins 15. Jahrhundert die Familie Fuller und die Bischöfe von Seckau, die es an den Steiermärkischen Landesfürsten übergeben mussten. Schloss Vasoldsberg bestand zu dieser Zeit nur aus einem Turm mit Turmhaus und einer Wehrmauer mit Graben. 1467, während der Unruhen um Andreas Baumkircher, war Vasoldsberg von aufständischen Truppen besetzt. Der Seckauer Bischof wurde von Kaiser Friedrich III. gezwungen, auf die Lehensrechte über Schloss Vasoldsberg zu verzichten. Das Schloss ging als „freies Eigen“ in den Besitz der Habsburger über. Für die Erhaltung wurden Verweser betraut.
Unter dem Verweser Kolomann Prunner kam es Mitte des 16. Jahrhunderts zur Erneuerung des Schlosses durch einen Umbau ab 1542. Zu diesem Zeitpunkt befanden sich vierzig untertänige Bauern in der Herrschaft. 1578 fiel der Meierhof einem Brandanschlag zum Opfer, 1592 musste das Schloss selbst verpfändet werden, weil die Steuerschulden zu hoch waren. Ab dem 17. Jahrhundert folgten mehrmalige Besitzerwechsel. Im 19. Jahrhundert wurde Schloss Vasoldsberg bürgerliches Eigentum. Zwischen 1911 und 1914 wurden große Umbauten durchgeführt. Ab 1942 war Schloss Vasoldsberg Eigentum der Steyr-Daimler-Puch AG, die ein Erholungsheim für Arbeiter und Angestellte sowie eine Musterlandwirtschaft einrichteten; seit 1987 ist es Privatbesitz der Familie Coutinho.

## Beschreibung
Früher war Schloss Vasoldsberg als Wehrbau von einem tiefen Graben umgeben. Der Graben, der das Schloss umlief, mit zwei Brücken überspannt und auf dem Vischer-Stich von 1681 zu sehen ist, existiert nicht mehr. Das unregelmäßige Gebäude gruppierte sich um zwei Innenhöfe. Davon ist der dreigeschoßige Nordtrakt mit dem inneren Burgtor und dem Turm darüber erhalten. Östlich der Durchfahrt befindet sich die ehemalige Sakristei der Schlosskapelle mit frühgotischen Gurtrippen, die in das heutige erste Obergeschoß reichen. Die St. Johanneskapelle von 1450 und der Küsterraum mit kräftigen Pfeilern und Gratgewölben, in das heutige erste Obergeschoß integriert, sind stark verändert. 1911 bis 1914 bekam das Schloss eine neue Fassade, der Turm wurde erhöht und das Uhrwerk der Turmuhr renoviert.
Im Turm hängt eine Glocke von Martin Feltl von 1778. 